# Manfredi Lanza
Manfredi Lancia o Lança (fl. XIII secolo) è stato un ammiraglio italiano del XIII secolo, al servizio della Corona d'Aragona e di Pietro il Grande durante la Guerra dei Vespri siciliani.

## Biografia
Discendente della famiglia Lancia di origine aleramica, fu figlio di Federico e fratello di Corrado I Lancia.
Cognato di Ruggiero di Lauria, quando nel 1266 Carlo I d'Angiò toglie il trono del Regno di Sicilia a Manfredi di Sicilia, fu accolto alla corte catalana dall'infante Pietro e Costanza di Sicilia. Va ad assediare Malta nel 1283 agli ordini di Pietro il Grande, che fu conquistata dopo la battaglia navale di Malta durante la quale la flotta di Ruggiero di Lauria batté gli angioini.
Nel 1256 Manfredi fu regio castellano e straticoto di Messina da identificarsi forse con lo stesso che fu capitano giustiziere di Malta e Gozo.

## La battaglia di Malta
Nel giugno 1283, dopo che i maltesi si erano ribellati e costretto gli Angioini a rifugiarsi nella Cittadella (Forte Sant'Angelo) di La Valletta, gli Aragonesi, guidati dagli ammiragli fratelli Lancia, Corrado e Manfredi, posero l'assedio.
Le galere angioine di Carlo II d'Angiò comandate dagli ammiragli provenzali Barthélemy Bonvin e Guillaume Cornut sono andate in soccorso della Cittadella (Castello del Mare) di La Valletta.
I rinforzi guidati da Ruggiero di Lauria portarono alla vittoria e alla morte di Cornut.